# أمينة دحبور
أمينة دحبور فدائية فلسطينية شاركت في عمليات اختطاف الطائرات.

## ولادتها ولجوءها
ولدت أمينة دحبور في قرية كفر عانة ثم لجأت إلى قطاع غزة في خان يونس، وهي من عائلة هاجرت من عسقلان عام 1947م. واحدى المناضلات الفلسطينيات اللواتي التحقن بصفوف المقاومة الفلسطينية مبكرا. وانتمت إلى حزب الجبهة الشعبية لتحرير فلسطين. وكانت تُعلم الفتيات على حمل السلاح، وصناعة القنابل اليدوية.

## سبب تسميتها بالفدائية الأولى
اعتبرت الفدائية الأولى لمشاركتها في إحدى العمليات الخارجية للجبهة مع ثلاث فدائيين آخرين وهم: محمد أبو الهيجا، وإبراهيم توفيق يوسف، وعبد المحسن حسن، حيث قاموا باختطاف طائرة «أل-عال» الإسرائيلية من مطار زيورخ في سويسرا عام 1969م، التي كانت قادمة من امستردام والمتوجهة إلى تل أبيب.
والهدف منها هي طرح القضية الفلسطينية بشكل عالمي. وأيضا لوجود معلومة لدى الجبهة أن هذه الطائرات تحمل أسلحة لإسرائيل. أي أنها طائرات عسكرية تحمل الاسم المدني. تم تنفيذ العملية بضرب مقدمة الطائرة، ولم يكن في الطائرة حينها إلا 5 أشخاص. اثنان منهم ضباط في الجيش الإسرائيلي، وثلاث مضيفات ولهن رتب في الجيش الإسرائيلي. لم تقم أمينة دحبور ورفقائها بالهرب بعد العملية للتأكيد على أن هدفهم هو إعلام العالم بالقضية الفلسطينية.

## سجنها
حكم القضاء السويسري على أمينة دحبور ورفيقيها بالسجن اثني عشر عام مع أشغال شاقّة كما بقيت سنتين في السجن الانفرادي.

### خروجها من السجن وإبعادها
قامت الجبهة الشعبية باختطاف طائرات واحتجزتهم، من بينها طائرة سويسرية، حتى يستطيعوا التبديل بينها وبين أسراهم. عندما خرجت من السجن لم يوصلوها إلى الوطن، بل إلى القاهرة عن طريق طائرة من الخطوط الجوية البريطانية ولأول مرة هناك تلتقي بليلى خالد.